# Роговка (Резекненский край)
Ро́говка (латыш. Rogovka, раньше также Наутрены, латыш. Nautrēni) — населённый пункт в Резекненском крае Латвии. Административный центр Наутренской волости. Расстояние до города Резекне составляет около 28 км, до города Лудза — около 62 км.
По данным на 2017 год, в населённом пункте проживало 276 человек. Есть волостная администрация, средняя школа, детский сад, спортивный зал, дом культуры, библиотека, краеведческий музей, семейный врач, аптека, почтовое отделение, католическая церковь.

## История
В советское время населённый пункт был центром Наутренского сельсовета Лудзенского района. В селе располагалась центральная усадьба совхоза «Наутрены».